# マイク・ケキッチ
マイケル・デニス・ケキッチ（Michael Dennis Kekich , 1945年4月2日 - ）は、アメリカ合衆国カリフォルニア州出身の元プロ野球選手（投手）。

## 経歴
1964年にロサンゼルス・ドジャースへ入団し、2年目の1965年にメジャーデビュー。
1969年にニューヨーク・ヤンキースへ移籍し、同僚のフリッツ・ピーターソンと妻や子供、ペットまでも交換して「スワッピング投手」として話題になった。プレイボーイタイプのピーターソンがケキッチの美人妻を口説き落とし、残り物の山男タイプのケキッチと冴えないおばさんであるピーターソンの妻が仕方無く一つ屋根の下で一緒に暮らす事になったのが真相と言われている。1973年のこの出来事がスポーツ情報サイト「ブリーチャー・レポート」のエディターが選定する格付け「MLB史上最も衝撃的な場外の瞬間50」において1位に輝いた。
さらには1973年にクリーブランド・インディアンスへ移籍し、1974年にはレンジャーズ傘下3Aスポケーン・インディアンスでプレーしていたが、同年後期の6月に日本ハムファイターズへ入団。当時の日本ハムはバール・スノーに給料もらい逃げされるという形で赤っ恥をかいていたため、テリー・レイと共に後半戦の切り札として急遽獲得した選手であった。
7月7日のロッテ戦（後楽園）で6回表から2番手で初登板を果たすが、2回1失点で敗戦投手となる。2日後の9日には南海戦（後楽園）で初先発するが、7回無失点で勝敗はつかなかった。13日の太平洋戦（草薙）では9回2失点で来日初勝利を初完投で挙げる。8月7日の近鉄戦（草薙）では5安打3失点で4勝目をマークしたが、1試合10与四球のプロ野球ワースト記録をマークするほどの制球難であった。中西太監督は何とも複雑な心境で「困ったなあ。たまたま勝ったけど、むちゃくちゃやなあ」とコメントし、コントロールは決していいとはいえなかった上に、日本の球審のストライクゾーンにも戸惑いを見せていたこともあっての記録にケキッチ本人は触れたくなかったのか、試合終了後に番記者に指摘されると「ウソだろ?スコアブックを見せてくれ」と、シートを覗き込んだ。指で数え10個であったことが分かると、ケキッチは「オーノー!なんて投球をしてしまったんだ」と大げさに嘆いてみせ、「守っているチームメートに迷惑をかけた。ダブルヘッダーで疲れているのに申し訳ない」と首をすくめた。
一方の打撃は野手顔負けで、3-3の同点で迎えた4回一死二、三塁で加藤英夫の外角高めの完全にボールを重さ1kg超のバットで叩き、右中間のフェンス直撃の2点二塁打を放つ。塁上で笑顔を見せ、日本ハムベンチに向かってガッツポーズをしてご機嫌であったケキッチは、6回にも走者二塁で打席が回ってきた。今度はストレートをミートして中前に弾き返し、2安打3打点を記録。それも勝利をもたらす貴重な打点で、ケキッチの口からは「バッティングは好きだね。投手がダメになったら、外野手か一塁でボスに使ってもらうよ」とジョークまで飛び出した。来日からの打撃成績は23打数9安打6打点、打率.391であった。張本勲も「すげぇ助っ人さんだぜ。本職のピッチングより打撃の方が全然いい。球団は獲り方を間違えたんじゃないか」と舌を巻くほどであったが、張本の言葉は当たっていた。
投手成績は1敗後3連勝したが、8月から9月にかけて8連敗を喫し、18試合登板で5勝11敗・防御率4.13であった。打撃は代打で登場したこともあり、24試合で19安打を放ち、1本塁打8打点、打率.352を記録。規定打席には全然足りないが、パ・リーグの同年の首位打者であるチームメイトの張本の.340よりも高かった。シーズン終了後に解雇。
帰国後は打者に転向することはなく、1975年にテキサス・レンジャーズでメジャーに復帰。リリーフのみの23試合登板で勝敗は付かなかったが、8セーブで防御率3.73をマークした。1976年にはメキシカンリーグのドスラレドス・オウルズで1年だけプレーし、1977年にはシアトル・マリナーズに移籍。メジャー復帰後の3年間で5勝をマークし、1978年途中にミルウォーキー・ブルワーズに移籍するも、メジャー出場は無かった。その後はドミニカに渡ってサントドミンゴ・アズカレロス（1979年）、再びメキシカンリーグに入ってインディオス・デ・シウダ・フアレス（1980年）でカムバックを試みるも失敗し、1980年限りで現役を引退。
引退後は再婚し、現在はニューメキシコ州アルバカーキの近くに住んでいる。

## 詳細情報

### 年度別投手成績
| 年 度    | 球 団    | 登 板 | 先 発 | 完 投 | 完 封 | 無 四 球 | 勝 利 | 敗 戦 | セ 丨 ブ | ホ 丨 ル ド | 勝 率 | 打 者 | 投 球 回 | 被 安 打 | 被 本 塁 打 | 与 四 球 | 敬 遠 | 与 死 球 | 奪 三 振 | 暴 投 | ボ 丨 ク | 失 点 | 自 責 点 | 防 御 率 | W H I P |
| -------- | -------- | ----- | ----- | ----- | ----- | -------- | ----- | ----- | -------- | ----------- | ----- | ----- | -------- | -------- | ----------- | -------- | ----- | -------- | -------- | ----- | -------- | ----- | -------- | -------- | ------- |
| 1965     | LAD      | 5     | 1     | 0     | 0     | 0        | 0     | 1     | 0        | --          | .000  | 51    | 10.1     | 10       | 2           | 13       | 0     | 0        | 9        | 1     | 0        | 12    | 11       | 9.58     | 2.23    |
| 1968     | LAD      | 25    | 20    | 1     | 1     | 0        | 2     | 10    | 0        | --          | .167  | 493   | 115.0    | 116      | 9           | 46       | 0     | 1        | 84       | 0     | 3        | 54    | 50       | 3.91     | 1.41    |
| 1969     | NYY      | 28    | 13    | 1     | 0     | 0        | 4     | 6     | 1        | --          | .500  | 446   | 105.0    | 91       | 11          | 49       | 5     | 2        | 66       | 8     | 0        | 58    | 53       | 4.54     | 1.33    |
| 1970     | NYY      | 26    | 14    | 1     | 0     | 0        | 6     | 3     | 0        | --          | .667  | 446   | 98.2     | 103      | 12          | 55       | 3     | 1        | 63       | 4     | 0        | 59    | 53       | 4.83     | 1.60    |
| 1971     | NYY      | 37    | 24    | 3     | 0     | 0        | 10    | 9     | 0        | --          | .526  | 748   | 170.1    | 167      | 13          | 82       | 11    | 4        | 93       | 8     | 0        | 89    | 77       | 4.07     | 1.46    |
| 1972     | NYY      | 29    | 28    | 2     | 0     | 0        | 10    | 13    | 0        | --          | .435  | 748   | 175.1    | 172      | 13          | 76       | 5     | 4        | 78       | 9     | 0        | 77    | 72       | 3.70     | 1.41    |
| 1973     | NYY      | 5     | 4     | 0     | 0     | 0        | 1     | 1     | 0        | --          | .500  | 74    | 14.2     | 20       | 1           | 14       | 0     | 2        | 4        | 0     | 0        | 15    | 15       | 9.20     | 2.32    |
| 1973     | CLE      | 16    | 6     | 4     | 0     | 0        | 1     | 4     | 0        | --          | .200  | 247   | 50.0     | 73       | 6           | 35       | 0     | 0        | 26       | 8     | 0        | 47    | 39       | 7.02     | 2.16    |
| '73計    | CLE      | 21    | 10    | 4     | 0     | 0        | 2     | 5     | 0        | --          | .286  | 321   | 64.2     | 93       | 7           | 49       | 0     | 2        | 30       | 8     | 0        | 62    | 54       | 7.52     | 2.20    |
| 1974     | 日本ハム | 18    | 18    | 9     | 0     | 0        | 5     | 11    | 0        | --          | .313  | 541   | 122.1    | 104      | 10          | 88       | 1     | 3        | 90       | 5     | 5        | 60    | 56       | 4.13     | 1.57    |
| 1975     | TEX      | 23    | 0     | 0     | 0     | 0        | 0     | 0     | 8        | --          | ----  | 142   | 31.1     | 33       | 2           | 21       | 2     | 0        | 19       | 2     | 0        | 16    | 13       | 3.73     | 1.72    |
| 1977     | SEA      | 41    | 2     | 0     | 0     | 0        | 5     | 4     | 3        | --          | .556  | 401   | 90.0     | 90       | 11          | 51       | 3     | 3        | 55       | 4     | 0        | 58    | 56       | 5.60     | 1.57    |
| MLB：9年 | MLB：9年 | 235   | 112   | 8     | 1     | 0        | 39    | 51    | 6        | --          | .433  | 3796  | 860.2    | 875      | 80          | 442      | 29    | 17       | 497      | 44    | 3        | 485   | 439      | 4.59     | 1.53    |
| NPB：1年 | NPB：1年 | 18    | 18    | 9     | 0     | 0        | 5     | 11    | 0        | --          | .313  | 541   | 122.1    | 104      | 10          | 88       | 1     | 3        | 90       | 5     | 5        | 60    | 56       | 4.13     | 1.57    |

- 各年度の太字はリーグ最高

### 記録
NPB
- 初登板：1974年7月7日、対ロッテオリオンズ後期1回戦（後楽園球場）、6回表から2番手で救援登板、2回1失点で敗戦投手
- 初先発登板：1974年7月9日、対南海ホークス後期1回戦（後楽園球場）、7回無失点で勝敗つかず
- 初勝利・初先発勝利・初完投：1974年7月13日、対太平洋クラブライオンズ後期1回戦（静岡県営草薙球場）、9回2失点

### 背番号
- 37 （1965年、1968年）
- 18 （1969年 - 1975年）
- 24 （1975年）
- 37 （1977年）
- 41 （1977年）